# Revolta din Varșovia
Revolta din Varșovia (în poloneză: powstanie warszawskie) a fost o operațiune importantă din timpul celui de-al Doilea Război Mondial a mișcării poloneze de rezistență Armata Teritorială (poloneză: Armia Krajowa, abreviat AK). Scopul acestei operațiuni a fost eliberarea Varșoviei de sub ocupația Germaniei naziste înaintea avansului Armatei Roșii. Rebeliunea a coincis cu retragerea trupelor germane și apropierea trupelor sovietice de suburbiile estice ale orașului. În mod controversat, ofensiva sovietică s-a oprit chiar la porțile orașului, în vreme ce luptele din oraș dintre polonezi și germani au continuat timp de 63 de zile, fără ca revolta polonezilor să fie sprijinită semnificativ din exterior.
Revolta a început pe 1 august 1944, când Armata Roșie se apropia de Varșovia, ca parte a planului de rebeliune națională denumit Operațiunea Furtună. Principalul obiectiv era eliberarea orașului de sub ocupația germană și sprijinirea luptelor împotriva Germaniei naziste și a Axei. Al doilea obiectiv era de natură politică: eliberarea Varșoviei înaintea sovieticilor, pentru a evidenția suveranitatea poloneză prin împuternicirea Statului Secret Polonez, înaintea Comitetului Polonez de Eliberare Națională sprijinit de sovietici. De asemenea, printre cauzele pe termen scurt s-au numărat și adunarea  polonezilor apți de către forțele germane și mesajele radio transmise de Moscova care încurajau declanșarea rebeliunii.
Inițial, polonezii au ocupat zone însemnate din oraș, dar forțele sovietice nu au avansat dincolo de marginea orașului până la mijlocul lunii septembrie. În interiorul orașului, luptele aprige dintre germani și polonezi au continuat. La 16 septembrie, forțele poloneze aflate sub comanda sovieticilor ajunseseră la câteva sute de metri de pozițiile rezistenței, dincolo de râul Vistula, dar nu au mai avansat ulterior în timpul revoltei. Din acest motiv, liderul sovietic Iosif Stalin a fost acuzat că dorea eșecul insurecției pentru ca ocupația Poloniei să fie necontestată.
Winston Churchill a pledat pentru sprijinirea polonezilor în fața lui Stalin și a lui Franklin D. Roosevelt, fără succes însă. Fără a obține culoar aerian din partea sovieticilor, Churchill a trimis peste 200 de zboruri de aprovizionare a trupelor poloneze. Misiunile de aprovizionare au fost realizate de avioanele Royal Air Force, South African Air Force și Polish Air Force care zburau la joasă altitudine. Mai târziu, când au obținut permisiunea sovieticilor, forțele aeriene americane au realizat o singură misiune aeriană masivă de aprovizionare, ca parte a Operațiunii Frenetic.
Deși numărul exact al victimelor rămâne necunoscut, aproximativ 16.000 de membri ai rezistenței poloneze au fost uciși și aproape 6.000 au fost răniți. În plus, între 150.000 și 200.000 de civili au murit, majoritatea fiind victimele crimelor în masă săvârșite de forțele Axei. Pierderile germanilor au fost următoarele: 2.000 de morți, 7.000 dispăruți și 9000 de răniți. În timpul luptelor din oraș, aproximativ 25% din clădirile Varșoviei au fost distruse. După predarea forțelor poloneze, trupele germane au demolat sistematic 35% din oraș, clădire cu clădire. Din cauza distrugerilor anterioare, din timpul invadării Poloniei (1939) și a revoltei din ghetoul Varșovia (1943), când sovieticii au ocupat orașul în ianuarie 1945, acesta era distrus în proporție de 85%.